# Les Bijoutiers du clair de lune
Les Bijoutiers du Clair de lune is een Frans-Italiaanse dramafilm uit 1958 onder regie van Roger Vadim.

## Inhoud
De jonge Ursula Desfontaines wordt door een persoonlijke chauffeur van de trein opgehaald om gedurende de zomer op het landgoed van oom Miguel en tante Florentine Esteban – graaf en gravin van Ribera – te verblijven. Het verleidelijke meisje heeft in het klooster de nodige lessen des levens tot zich moeten nemen en de lessen der liefde nog niet mogen ervaren, maar als de knappe Lambert in een dollemansrit op de motorkap meelift naar haar plaats van bestemming, raakt ze direct in vuur en vlam. Met een warm welkom wordt Ursula door haar oom en tante onthaald, terwijl Lambert onmiddellijk in de clinch ligt met enkele bedienden van de graaf en gravin (Alfonso, Carlos en Augusto).
De verbitterde Miguel vindt geen intimiteit meer in zijn huwelijk met Florentine en dreigt zich in een radeloos gemoed te vergrijpen aan zijn zonnende nichtje, maar ondanks een gebrekkige levenservaring staat ze beslist haar vrouwtje. Lambert heeft geen flauw benul van de gevoelens die Florentine voor hem koestert. Als Miguel zich niet in het dorp bevindt, nemen Ursula en Florentine heimelijk deel aan de fiësta waarin mannen heldhaftig strijden met tweederangs stieren. Commissaris Pepe en inspecteur Sierra komen niet verder dan enkel gissingen over Lamberts verleden, waardoor Miguel zich in zijn wanhoop moet richten tot een rigoureuzere oplossing voor het probleem dat zich ongewenst op zijn landgoed begeeft. Na een oneerbaar voorstel aan Florentine tijdens het stierenvechten gaat Lambert eerder naar 's graafs grond om Miguel – voortijdig terug uit Sevilla – in wilde staat en met een geweer in de hand aan te treffen. Lambert kan de schoten van de ziedende edelman met moeite ontwijken, maar niet voorkomen dat hij hem uit noodweer met een mes een enkele reis graf moet verschaffen. In haar herberg raakt moeder Conchita bijzonder geschokt door de misdaden waaraan zoon Lambert zich schuldig heeft gemaakt.
Na een intense nacht biecht Florentine haar liefde op aan Lambert, maar de jongeman heeft de oudere vrouw enkel willen gebruiken om haar verklaring veilig te stellen. De politie arresteert Lambert op verdenking van moord op de gerespecteerde graaf, maar de handboeien om zijn polsen kunnen niet vermijden dat de wildebras op de vlucht slaat. De naïeve Ursula snelt haar stille geliefde zonder rijbewijs met een auto te hulp, waarna de wijze Lambert haar de weg wijst naar een vriend in Cuevas de Salinas. Tijdens een overnachting vinden de verliefde vluchtelingen de weg tot elkanders hart. Voor de laatste kilometers kopen Lambert en Ursula een grijze ezel en later een zwart zwijntje om de benen van de blondine te sparen. In het huis van zijn vriend stuit Lambert op diens zus Carmen, die hem vertelt dat haar broer in de gevangenis zit, weet waar kapitein Lorca verblijft en hem van zijn boeien bevrijdt. Als voormalig onderhoudsmonteur op een schip zoekt Lambert zijn vaartuig, maar de kapitein heeft het schip niet meer in zijn bezit en verraadt zijn vroegere vriend. Met zowel Florentine als de Guardia Civil – een politiebataljon met militaire en civiele functies – op de hielen zien Lambert en Ursula de kloof van El Chorro als enige vluchtweg in de klopjacht. Liefde overwint alles, maar honger en voortdurende dreiging van buitenaf brengen een vredevolle zege in gevaar.

## Rolverdeling
| Acteur               | Personage           |
| -------------------- | ------------------- |
| Brigitte Bardot      | Ursula Desfontaines |
| Stephen Boyd         | Lambert             |
| José Nieto           | Miguel Esteban      |
| Alida Valli          | Florentine Esteban  |
| Maruchi Fresno       | Conchita            |
| Tosi                 | Kapitein Lorca      |
| José Marco Davó      | Commissaris Pepe    |
| Mario Moreno         | Alfonso             |
| Antonio Vico         | Chauffeur           |
| Adriano Domínguez    | Fernando            |
| Fernando Rey         | Oom                 |
| Nicolás D. Perchicot | Priester            |
| Rafael Torrobo       | Dierenarts          |